# 牙帅喊很
牙帅喊很，傣族，云南省瑞丽市姐相乡贺腮寨人，中华人民共和国政治人物。

## 生平
早年丈夫因交不起土司衙门的官租被抓入监狱折磨而死。中国人民解放军攻入瑞丽后，部队工作队开始向基层贫困人群给予救济和教育，牙帅喊很组织1954年反官租杂役。1955年8月，全县进行土地改革，她出任副社长组织合作社。1958年出席全国妇女先进表彰大会，被评为妇女建设积极份子。1960年春，出席全国民兵英模表彰大会，被授予“民兵英雄”，受到嘉奖。1981年1月至1984年7月，当选为第六届政协瑞丽县委员会副主席。